# 中華台北U20男子冰球代表隊
中華台北U20男子冰球代表隊為中華民國（台灣）的U20男子國家冰球隊，通常以中華台北名義參加國際比賽。該隊代表台灣參加國際冰球總會世界青年冰球錦標賽第三級。

## 國際比賽
- 2010年世界U20冰球錦標賽：第三級 第5名 (總排第39名)
- 2011年世界U20冰球錦標賽：第三級 第7名 (總排第41名)
- 2017年世界U20冰球錦標賽：第三級 第7名 (總排第41名)
- 2018年世界U20冰球錦標賽：第三級 第8名 (總排第42名)
- 2019年世界U20冰球錦標賽：第三級 第6名 (總排第40名)
- 2020年世界U20冰球錦標賽：第三級 第7名 (總排第41名)
- 2021年世界U20冰球錦標賽：因新冠肺炎COVID-19取消
- 2022年世界U20冰球錦標賽：第三級 第1名 (總排第35名)
- 2023年世界U20冰球錦標賽：第二級B 第5名 (總排第33名)
- 2024年世界U20冰球錦標賽：第二級B 第6名 (總排第34名)
- 2025年世界U20冰球錦標賽：第三級A 第2名 (總排第36名)

## 外部連結
- 中華民國冰球協會